# Carex manciformis
Carex manciformis là một loài thực vật có hoa trong họ Cói. Loài này được C.B.Clarke ex Franch. mô tả khoa học đầu tiên năm 1898.